# Agelasta basimaculatoides
Agelasta basimaculatoides es una especie de escarabajo longicornio del género Agelasta, categorizada en la tribu Mesosini, de la subfamilia Lamiinae. Fue descrita por Breuning en 1980.

## Descripción
Mide 12 mm de longitud.

## Distribución
Se distribuye por Asia: Filipinas.